# Odzun
Odzun (armeniska: Օձուն) är en ort i Armenien. Den ligger i provinsen Lori, i den norra delen av landet, 100 km norr om huvudstaden Jerevan. Odzun ligger 1 107 meter över havet och antalet invånare är 4 524.
Terrängen runt Odzun är varierad. Närmaste större samhälle är Alaverdi, 7,0 km nordost om Odzun.
Trakten runt Odzun består till största delen av jordbruksmark. Runt Odzun är det ganska tätbefolkat, med 96 invånare per kvadratkilometer.